# Château des Launays
Le château des Launays   est un édifice situé à Pierrefitte-sur-Loire, en France.

## Localisation
Le château est situé en face de l'église dans le bourg de Pierrefitte-sur-Loire, dans le département de l'Allier, en région Auvergne-Rhône-Alpes. 

## Description
Le château des Launays est accosté de plusieurs tours carrées ou rondes. Le corps de logis principal, de plan rectangulaire, est à deux niveaux, avec des ouvertures symétriques. Un second corps de logis, accolé à un angle, domine l’ensemble de ses trois niveaux. La couverture est en ardoises.
Il est situé dans un vaste parc.

## Historique
Le château actuel a remplacé au XIXe siècle une ancienne demeure avec toit à la Mansart qui appartenait à une puissante famille, les Guerry. Dans les fondations ont été trouvés deux trésors en pièces de monnaie d'or et d'argent à l'effigie de plusieurs rois[réf. souhaitée].